# An Elixir For Existence
An Elixir For Existence – drugi album studyjny norweskiej grupy muzycznej Sirenia. Wydawnictwo ukazało się 23 lutego 2004 roku nakładem wytwórni muzycznej Napalm Records.

## Lista utworów
Opracowano na podstawie materiału źródłowego.
1. "Lithium And A Lover" - 06:33
2. "Voices Within" - 06:52
3. "A Mental Symphony" - 05:25
4. "Euphoria" - 06:35
5. "In My Darkest Hours" - 06:05
6. "Save Me From Myself" - 04:14
7. "The Fall Within" - 06:48
8. "Star-Crossed" - 06:28
9. "Seven Sirens And A Silver Tear" - 04:45

## Twórcy
Opracowano na podstawie materiału źródłowego.
- Henriette Bordvik - wokal prowadzący
- Morten Veland - wokal, muzyka, słowa, produkcja muzyczna, gitara prowadząca, gitara rytmiczna, gitara basowa, instrumenty klawiszowe, programowanie, perkusja
- Kristian Gundersen - wokal
- Damien Surian, Emilie Lesbros, Emmanuelle Zoldan, Mathieu Landry, Sandrine Gouttebel - chór
- Anne Verdot - skrzypce
- Terje Refsnes - produkcja muzyczna, inżynieria dźwięku
- Joachim Luetke - oprawa graficzna
- Emile Ashley - zdjęcia
- Wolfgang Voglhuber - zdjęcia

## Wydania
| Rok  | Nr katalogowy | Format    | Wytwórnia      | Region    | źródło |
| ---- | ------------- | --------- | -------------- | --------- | ------ |
| 2004 | NPR 135       | CD, Album | Napalm Records | Austria   | [ 3 ]  |
| 2004 | ICARUS 63     | CD, Album | Icarus         | Argentyna | [ 3 ]  |